# 2015년 일본의 텔레비전 드라마 목록
다음은 2015년에 일본의 텔레비전에서 방송되었던 드라마 프로그램을 나열한 목록이다.

## 1분기
- 5성 투어리스트 ~최고의 여행, 안내합니다!!~ (닛테레)
- DOCTORS 3 ~최강의 명의 (TV아사히)
- doctors 최강의 명의 스페셜 2015 (TV아사히)
- orange ~1.17 결사적으로 싸운 소방관의 영혼 이야기~ (TBS)
- 가면라이더 4호 (dTV)
- 검은 간호사 (후지TV)
- 경부보 스기야마 신타로 ~키치죠지서 사건 파일 (TBS)
- 고스트 라이터 (후지TV)
- 과기연애작전 (TV도쿄)
- 그 남자, 의식 높은 계통 (NHK BS프리미엄)
- 그래서 황야 (NHK BS프리미엄)
- 꽃 타오르다 (NHK)
- 나고야행 마지막 열차 3 (나고야TV)
- 대사각하의 요리사 (후지TV)
- 데이트 ~사랑이란 어떤 것일까~ (후지TV)
- 도보 7분 (NHK BS)
- 라깃도! (NHK BS)
- 마레 (NHK)
- 마루마루 아내 (닛테레)
- 마지스카 학교 4 (닛테레)
- 메시아 -에이세이- (도쿄MX2)
- 명란것 매콤 2 (TNC)
- 문제 있는 레스토랑 (후지TV)
- 미해결 사건 file 04. 오움진리교 지하철 사린 사건 (NHK)
- 민감 탐정 재스민 ~아타미 소설가 살인 사건~ (ABC)
- 바람의 고개 ~은한의 부~ (NHK)
- 보육탐정 25시 ~하나사키 신이치로는 잠들수 없어!!~ (TV도쿄)
- 복수법정 (TV아사히)
- 빗타레!! (tvk)
- 사치와 마유 (NHK)
- 상류계급 ~후쿠마루 백화점 외판부~ (후지TV)
- 새하얗다 (TBS)
- 세자이마루 베니코의 사건부 ~검은 고양이의 삼각~ (후지TV)
- 세컨드 러브 (TV아사히)
- 속죄의 소나타 (WOWOW)
- 스즈키 코지 리얼호러 (BS후지)
- 스페셜리스트 3 (TV아사히)
- 신나니와 금융도 (후지TV)
- 신부 포렴 4 (후지TV)
- 아름다운 함정 ~잔화요란~ (TBS)
- 아부의 달인 ~올바른 xx의 칭찬법~ (TV도쿄)
- 아이언 그랜드마 (NHK BS)
- 야마다 타카유키의 도쿄도 키타구 아카바네 (TV도쿄)
- 여자 구애의 밥 1 (MBS)
- 열 달 열흘의 진화론 (WOWOW)
- 염력가족 1 (NHK E테레)
- 영원한 제로 (TV도쿄)
- 오빠, 가챠 (닛테레)
- 오오에도 수사망 2015 (TV도쿄)
- 와카코와 술 (BS재팬)
- 우로보로스 ~이 사랑이야말로, 정의 (TBS)
- 유감스러운 남편 (후지TV)
- 유리의 갈대 (WOWOW)
- 유성왜건 (TBS)
- 저물어 가는 여름 (WOWOW)
- 전력 이혼 상담 (NHK)
- 쩐의 전쟁 (후지TV)
- 천사의 나이프 (WOWOW)
- 천재 탐정 미타라이 ~난해 사건 파일 우산을 접는 여자~ (후지TV)
- 최후의 증언 (TV아사히)
- 출입금지의 여자 ~사건기자 쿠로가네~ (TV아사히)
- 카사네 (TV도쿄)
- 쿠로하 ~기수의 여성 수사관~ (TV아사히)
- 쿠모키리 니자에몽 2 (NHK BS)
- 파문 불길한 시리즈 (BS SPTV)
- 파워레인저 닌자포스 (TV아사히)
- 플래티넘 에이지 (후지TV)
- 학교의 계단 (닛테레)
- 한계 취락 주식회사 (NHK)
- 홍백이 태어난 날 (NHK)
- 후쿠오카 연애백서 10 ~열 번째 종소리가 울릴 때~ (KBC)

## 2분기
- 64 (NHK)
- Dr, 린타로 (닛테레)
- LOVE 이론 (TV도쿄)
- PANIC IN (BS SPTV)
- REPLAY & DESTROY (MBS)
- She (후지TV)
- 가부키모노 케이지 (NHK)
- 경시청 수사1과 9계 10 (TV아사히)
- 고양이 사무라이 2 (BS후지)
- 고운초 커피집 코요미 (NHK)
- 교토 인정 수사파일 (TV아사히)
- 꿈을 주다 (WOWOW)
- 나의 아내와 결혼해주세요 (NHK BS)
- 내일도 틀림없이 맛있는 밥 ~은수저~ (도카이TV)
- 더 라스트캅 (닛테레)
- 도S형사 (닛테레)
- 드라마! 7명의 아이돌 고고! (TV아사히)
- 라면이 너무 좋아, 고이즈미씨 (후지TV)
- 런치의 앗코짱 (NHK BS)
- 리퀴드 ~귀신의 술 기적의 장~ (NHK BS)
- 마더 게임 ~그녀들의 계급~ (TBS)
- 마음이 부서지네요 (후지TV)
- 마츠모토 세이쵸 미스터리 시대극 (BS재팬)
- 망상 그녀 (후지TV)
- 미녀와 남자 (NHK)
- 미스터리한 두 사람 (나고야TV)
- 불편한 심부름센터 (TV도쿄)
- 선술집 모헤지 4 (TBS)
- 세 마리 아저씨 2 ~정의의 아군, 다시!!~ (TV도쿄)
- 스케이프고트 (WOWOW)
- 시메시 (MBS)
- 식물남자 베란다 2 (NHK BS)
- 싸우다! 서점걸 (후지TV)
- 아랑 -GARO- -GOLDSTORM- (TV도쿄)
- 아르제논에게 꽃다발을 (TBS)
- 아임 홈 (TV아사히)
- 야메고쿠 ~야쿠자 그만두겠습니다~ (TBS)
- 어둠의 반주자 (WOWOW)
- 어서오세요, 우리집에 (후지TV)
- 연애시대 (닛테레)
- 영원한 우리 Sea side Blue (닛테레)
- 예고범 -THE PAIN- (WOWOW)
- 와일드 히어로즈 (닛테레)
- 음식의 군사 (도쿄MX)
- 의사들의 연애 사정 (후지TV)
- 이랬을지도 모를 여배우들 (후지TV)
- 인연의 기억 ~에도 → 도쿄 드라마~ (도쿄MX)
- 인텔리 워드 bar 보이지 않는 분홍 유니콘 (BS재팬)
- 전파커넥션프렌치 (tvk)
- 짬뽕 먹고 싶다 (NHK)
- 천사와 악마 - 미해결 (TV아사히)
- 천황의 요리사 (TBS)
- 카미야 겐지로 체포조 2 (NHK BS)
- 테미스의 구형 (WOWOW)
- 후타가시라 (WOWOW)

## 3분기
- 37.5℃의 눈물 (TBS)
- JK는 설녀 (MBS)
- 공범자 (TV도쿄)
- 그래도 나는 네가 좋아 (후지TV)
- 긴급취조실 ~여자친구들~ (TV아사히)
- 나포레옹의 마을 (TBS)
- 데스노트 (닛테레)
- 골의 고치 (WOWOW)
- 디자이너 베이비 (NHK)
- 레드 크로스 ~여자들의 소집 영장~ (TBS)
- 루미짱의 사상 (MBS)
- 리스크의 신 (후지TV)
- 마지스카 학교 (hulu)
- 만마코토 ~마노스케 재정 장부~ (NHK)
- 명량 개구리 뽕기치 (닛테레)
- 모두! 초능력자야! ~욕망투성이의 러브 워즈~ (후지TV)
- 못난이와 야수 (후지TV)
- 무사시인법전 닌자 열풍 (도쿄MX2)
- 민왕 (TV아사히)
- 박앵귀SSL ~Sweet school~ (도쿄MX)
- 사랑하는 사이 (후지TV)
- 신가리 ~야마이치 증권 최후의 성전~ (WOWOW)
- 아침이 온다 (NHK)
- 아자키 (BS SPTV)
- 어는 날, 오리버스 (NHK BS)
- 에이지 해러스먼트 (TV아사히)
- 연하 ~GOLD RUSH~ (WOWOW)
- 앞자리 세키군 (MBS)
- 오모테산도 고교 합창부 (TBS)
- 온나마치 (NHK BS)
- 우리들 플레이 보이즈 중년 탐정사 (TV도쿄)
- 울트라맨X (TV도쿄)
- 이치로 (NHK BS)
- 전격!! 라이덴마루 (지바TV)
- 정말로 있었던 무서운 이야기 여름특별판 2015 (후지TV)
- 죽음의 장기 (WOWOW)
- 진격의 거인 반격의 봉화 (dTV)
- 책장식당 2 (NHK BS)
- 철신 건 라이재 NEO 2 (TV이와테)
- 최강의 두 사람 ~교토부경 특별 수사반~ (TV아사히)
- 치유사 키리코의 약속 (후지TV)
- 탐정의 탐정 (후지TV)
- 하나사키 마이가 잠자코 있지 않아 (닛테레)
- 하츠모리 베마르 (TV도쿄)
- 헤어지면 좋아하는 사람 (후지TV)
- 형사 7인 (TV아사히)
- 호텔 컨시어지 (TBS)
- 혼활형사 (닛테레)
- 히트 (후지TV)

## 4분기
- 5명의 준코 (WOWOW)
- 5시부터 9시까지 ~나를 사랑한 스님~ (후지TV)
- akb48 호러나이트 아드레날린의 밤 (TV아사히)
- BAR 레몬하트 (BS후지)
- High & Low 1 (닛테레)
- 가면라이더 고스트 (TV아사히)
- 감옥학원 ~프리즌스쿨~ (TBS)
- 결혼식 전날에 (TBS)
- 고독한 미식가 5 (TV도쿄)
- 과수연의 여자 15 (TV아사히)
- 과자의 집 (TBS)
- 극장령으로부터의 초대장 (TBS)
- 나를 찾아줘 (NHK)
- 나의 푸른 도깨비 (NHK BS)
- 낚시 바보 일지 ~신입 사원 하마사키 덴스케~ 1 (TV도쿄)
- 다마시 바나시 (닛테레)
- 달려라! 사유리짱
- 도서관 전쟁 book of memories (TBS)
- 동굴 아저씨 완전판 (NHK BS)
- 류진마부야 5 (RBC)
- 마더스 2015 ~17세의 어머니 (CTV)
- 마부 선배가 말하는 대로 (후지TV)
- 마지스카 학교0 키사라즈 난투편 (닛테레)
- 무통 ~진찰하는 눈~ (후지TV)
- 미나미군의 연인 ~My little lover~ (후지TV)
- 바다에 내리다 (WOWOW)
- 바부리샤스로드 ~형님과 내 이야기~ (BS11)
- 변두리 로켓 (TBS)
- 봉신 야츠루기 5 (지바TV)
- 삐걱 삐걱 그래도 고 (NHK BS)
- 사랑의 시가총액 (BS SPTV)
- 사무라이 선생님 (TV아사히)
- 사부와 이치의 체포조 (BS4)
- 사이렌 형사 X 그녀 X (후지TV)
- 삼형제 (나고야TV)
- 세개의 달 (TBS)
- 스페셜 리스트 4 (TV아사히)
- 신 모란과 장미 (도카이TV)
- 실 숲 속의 집 (NHK후쿠오카)
- 아이 동반 신베에 (NHK BS)
- 야마모토 슈고로 인정 시대극 (BS재팬)
- 어른 여자 (후지TV)
- 언더웨어 (후지TV)
- 언젠가 티파니에서 아침을 (닛테레)
- 얼간이 2 (NHK)
- 엔젤 하트 (닛테레)
- 영구 취직 시험 (닛테레)
- 오키테가미 쿄코의 비망록 (닛테레)
- 오판 (WOWOW)
- 위독스루 (닛테레)
- 위장부부 (닛테레)
- 유산쟁족 (TV아사히)
- 인연의 기억 ~에도 → 도쿄 드라마~ (도쿄MX)
- 청춘탐정 하루야 ~어른의 악을 용서하지 않아!~ (닛테레)
- 치어 둘 (ABC)
- 코우노도리 (TBS)
- 쿠로사키군의 말대로는 되지 않아 (닛테레)
- 탈선 형사 (CBC)
- 테디 가자! (후지TV)
- 트랜짓 걸스 (후지TV)
- 파열 (NHK)
- 파트너 14 (TV아사히)
- 필살사업인 2015 (TV아사히)
- 해결사 죠니 (후지TV TWO)
- 해피 리타이어먼트 (TV아사히)

## 자료 출처
- ja:2015年のテレビドラマ (日本)

## 같이 보기
- 일본의 텔레비전 드라마 목록
- 2010년대 일본의 텔레비전 드라마 목록